# Place Philippe-de-Girard
La place Philippe-de-Girard  est  espace public urbain de la commune de Lille dans le département français du Nord en région Hauts-de-France.

## Situation et accès
La place s’ouvre sur le côté sud-est de la rue Nationale, 260 mètres au nord-est de la place du Maréchal-Leclerc et à 1 800 mètres  de la Grand’ Place. Elle est bordée sur son côté nord-est par la rue Lavoisier qui se prolonge jusqu’à la rue des Stations. Elle desservie par la station Cormontaigne de la ligne 1 éloignée de 600 mètres.

## Origine du nom
La place rend hommage à l'ingénieur Philippe de Girard.

## Histoire
La place est aménagée à l’emplacement d’une très ancienne place de Wazemmes datant du XIe siècle siècle où étaient situés la première église de Wazemmes, son cimetiére jusqu'à son transfert en 1830 et le château, ou maison de plaisance de l’évêque de Tournai, la paroisse dépendant de cet évêché.
Ce manoir qui était situé à l’emplacement de l’actuelle place est abandonné dès le XVIe siècle puis transformé en ferme. 22 maisons ouvrières sont construites dans la première moitié du XIXe siècle siècle sur les ruines de cette ferme.
Cette première église de Wazemmes fut détruite en 1792.
Au début du XIXe siècle la Mairie de Wazemmes et une école s’établissent sur la place.
Celle-ci était reliée à la rue des Stations par une voie étroite en impasse, l'impasse de la Mairie, à l’emplacement de l’actuelle rue Lavoisier. L’espace à l’arrière de la place jusqu’au Fourchon, un des bras de la Deûle qui s'écoulait en arc-de-cercle à un emplacement compris entre les actuels rue Nationale et boulevard Vauban, n’était pas construit avant les transformations du site du début des années 1860.
À la suite de l’agrandissement de Lille qui a absorbé l’ancienne commune de Wazemmes en 1858, l’environnement de la place est considérablement transformé par l’ouverture de la rue Nationale. La place, auparavant de forme arrondie, est régularisée. Des immeubles alignés sont construits de chaque côté. La partie nord-ouest de l'ancienne place de la Mairie, où était située la première église de Wazemmes détruite en 1792, est supprimée et bordée de nouveaux immeubles. Les maisons à l’emplacement de l’ancien château de l’Evêque sont démolies. Leur emplacement est au centre de la place actuelle.
La place Philippe de Girard devient ensuite un marché aux chevaux supprimé vers 1930 puis remplacé par le square Maréchal Birdwood.

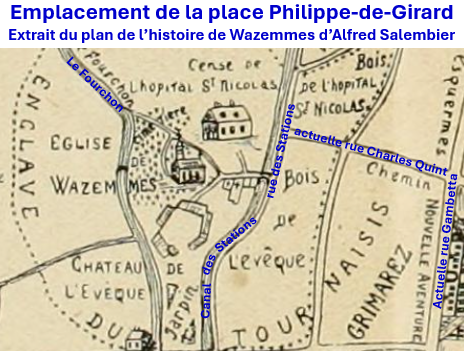
Place de l'église de Wazemmes et du château de l'Évêque  du Moyen-Âge au XVIè siècle
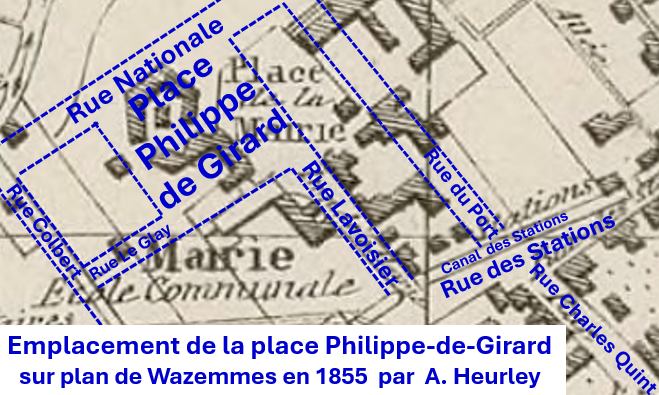
Place Philippe de Girard sur plan de 1855